# Avşarlar, Çamlıdere
Avşarlar là một xã thuộc huyện Çamlıdere, tỉnh Ankara, Thổ Nhĩ Kỳ. Dân số thời điểm năm 2011 là 57 người.